# James Montagu (juge)
James Montagu (2 février 1666 - 1er octobre 1723), du Middle Temple, Londres, est un avocat anglais et homme politique Whig, qui siège à la Chambre des communes à plusieurs reprises entre 1695 et 1713. Il devient juge, solliciteur général et procureur général.

## Jeunesse

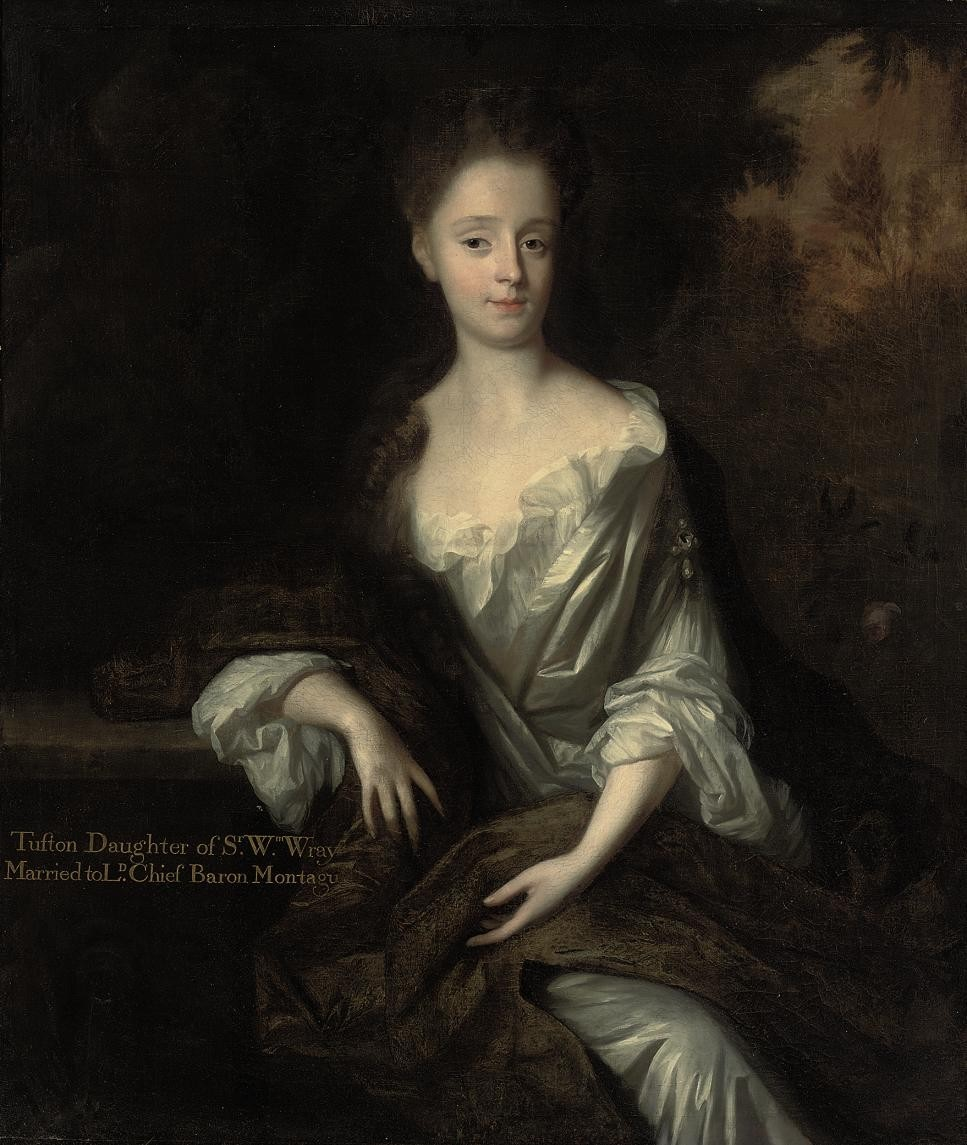
Tufton Montagu (née Wray)

Montagu est le septième, mais cinquième fils survivant de George Montagu de Horton, Northamptonshire, et de sa femme Elizabeth Irby, fille de Anthony Irby et est baptisé à Horton le 5 mars 1666. Son grand-père est Henry Montagu (1er comte de Manchester). Il est le frère de Charles Montagu (1er comte d'Halifax). Il fait ses études à la Westminster School et est admis au Trinity College, Cambridge et Middle Temple en 1683. En 1689, il est admis au barreau du Lincoln's Inn. Il est nommé secrétaire du chancelier de l'Échiquier en avril 1694. Il épouse Tufton Wray, fille de William Wray, 1er baronnet, d'Ashby le 6 octobre 1694.

## Carrière
Aux élections générales anglaises de 1695, Montagu est élu dans un scrutin en tant que député de Tregony. En 1698, il est conseiller juridique de l'université de Cambridge lorsqu'il obtient une maîtrise et est également nommé juge en chef d'Ely. Il est réélu député de Beeralston lors d'une élection partielle le 30 décembre 1698, mais ne se présente pas aux élections générales de 1701 ni aux élections générales anglaises de 1702. En 1704, il défend avec succès John Tutchin, inculpé pour diffamation publiée dans son périodique, The Observator, et deux ans plus tard, il est l'avocat principal dans la poursuite de Beau Fielding pour bigamie en épousant la duchesse de Cleveland. En 1705, il est confié par la Chambre des communes à la garde du sergent d'armes pour avoir demandé en 1704 un habeas corpus au nom d'un groupe d'Aylesbury, que la chambre avait emprisonné à la prison de Newgate pour avoir intenté des actions contre le directeur du scrutin. Montagu plaide fortement contre le privilège revendiqué par les Communes. Il reste en détention du 26 février au 14 mars, date à laquelle le Parlement est prorogé puis dissous. En avril 1705, il est fait chevalier à Cambridge et nommé conseiller de la reine en novembre de la même année.
Montagu est ensuite réélu au Parlement en tant que député de Carlisle après un scrutin aux élections générales anglaises de 1705. Il devient solliciteur général et également conseiller de son Inn en 1707. Aux élections générales britanniques de 1708 il est réélu sans opposition comme député de Carlisle. Il est nommé procureur général en septembre 1708 et est trésorier de son Inn en 1708 et bibliothécaire en 1709. En tant que procureur général, Montagu ouvre le dossier à la Chambre des lords contre Henry Sacheverell. Aux élections générales britanniques de 1710, il est réélu dans un scrutin en tant que député de Carlisle. Avec le changement d'administration, il perd son poste de procureur général en septembre 1710. La reine lui accorde alors une pension, qui fait l'objet d'une requête devant la chambre en 1711. Dans cette motion, le colonel Gledhill la représente comme destinée à couvrir les dépenses de l'élection de Montagu à Carlisle, mais l'accusation est réfutée. Montagu est doyen de la chapelle de Lincolns Inn en 1711. Il ne se présente pas aux élections générales britanniques de 1713.
L'épouse de Montagu, Tufton, est décédée en 1712, et il épouse, en secondes noces, sa cousine Elizabeth Montagu, fille de Robert Montagu (3e comte de Manchester), le 6 octobre 1713. Il devient sergent en droit le 26 octobre 1714, est fait baron de l'Échiquier le 22 novembre 1714. Toujours en 1714, il devient co-collecteur de tonnage et de fourrière pour le port de Londres à vie. Il est lord commissaire du grand sceau (à la démission de Lord Cowper) du 18 avril au 12 mai 1718, date à laquelle Lord Parker devient lord chancelier. Il devient chef baron de l'Échiquier en mai 1722.

## Mort et héritage
Montagu est décédé le 1er octobre 1723, laissant un fils et une fille de sa première femme. Il est remplacé par son fils Charles qui siège en tant que député whig pour St. Albans. Sa fille Elizabeth, épouse Clement Wearg.